# Lotte Bagge
Lotte Bagge (* 21. Mai 1968) ist eine ehemalige dänische Fußballspielerin.

## Karriere
Bagge begann ihre Karriere bei Næstved IF, wechselte 1987 zu Fortuna Hjørring, wo sie drei Jahre lang spielte. Im Anschluss daran war sie für den Boldklubben 1909 den Odense Boldklub aktiv. Am 19. August 1985 kam Bagge beim 1:0-Sieg über England zu ihrem ersten Einsatz für die dänische Nationalmannschaft. Im Jahr 1991 nahm die Mittelfeldspielerin an der Weltmeisterschaft teil, wo sie auf drei Einsätze kam. Bagge bestritt am 15. Oktober 1994 beim 2:0-Sieg über Schweden ihr 63. und letztes Länderspiel; insgesamt erzielte sie sechs Treffer im Nationaldress.